# ベルナール・チュルーヤン
ベルナール・チュルーヤン（フランス語: Bernard Tchoullouyan 1953年4月12日 - 2019年1月7日）は、フランスの元柔道家。アルメニア系。1979年世界柔道選手権大会の78kgで準優勝、翌1980年に行われたモスクワオリンピックの78kg級では銅メダルを獲得した。1981年世界柔道選手権大会では階級を上げて86kg級に出場し金メダルを獲得した。
2019年1月7日に死去。65歳没。